# Lluís Martí i Ximenis
Lluís Martí i Ximenis o Lluís Martí i Xamena (Palma 1856 - 1922) fou un polític mallorquí. Fou membre del Partit d'Unió Republicana de Mallorca i redactor en cap del diari La Unión Republicana (1896-1904). L'any 1898 es va escindir del partit creant el Centre Regionalista de Mallorca i dos anys després, van integrar-se a l'antic partit després que haguessin acceptat part dels principis nacionalistes mallorquins. Fou regidor de l'ajuntament de Palma el 1899 i un fervent partidari de la conjunció republicano-socialista creada el 1910-1911. Molt relacionat amb Barcelona, fou sempre molt favorable al catalanisme, a diferència de molts membres del seu partit. Fou el principal organitzador a Mallorca del Bloc Assembleista, el 1917 s'uní al regionalisme mallorquí.